# Wappner
Wappner (lateinisch: armiger) im wörtlichen Sinne bezeichnet einen Bewaffneten, Gewappneten, Waffenträger, Wappenträger.

## Standesgesellschaft
In der Heraldik ist der Wappner oder Armiger jemand, der das Recht zum Tragen eines eigenen Wappens bzw. seines Familienwappens besitzt.
Bis um die Mitte des 15. Jahrhunderts, als die Bezeichnung Junker üblich wurde, war Wappner daher ein Synonym für Edelknecht, einen adeligen, ritterbürtigen, erwachsenen Mann, der die Ritterwürde (noch) nicht erworben hatte.

## Militärwesen
Im mittelalterlichen Kriegswesen war ein Wappner der Waffenträger eines Ritters. Da er auch das Schild mit dem Wappen seines Dienstherrn trug, waren Schildknappe und Wappner synonyme Begriffe. Insoweit als Schildknappen nahezu ausnahmslos ritterbürtige Knaben oder junge Männer waren, fiel diese Bedeutung mit der heraldischen zusammen.
Im weiteren Sinne waren Wappner nichts anderes als Bewaffnete, die z. B. auf mittelalterlichen Kriegsschiffen dienten. Auch die als Waffenknechte kämpfenden „dienenden Brüder“ (servienten) des Templerordens wurden als Wappner bezeichnet.

## Stadtrechtssymbolik
Schließlich wurde der Begriff des Wappners als Schildträger auch auf die ab etwa 1500 in zahlreichen Städten – wie z. B. in Augsburg, Bad Wildbad, Bietigheim-Bissingen, Leonberg, Weil der Stadt, Hildesheim – auf dem Marktplatz, oft auf dem Stadtbrunnen, errichtete Statue eines Bewaffneten übertragen, der das Wappen des Landesherrn trug und dessen Herrschaft über die Stadt und gleichzeitig die von ihm gewährten Privilegien der Handelsfreiheit und des Marktschutzes symbolisierte. Derartige Wappner lösten die bis dahin oft aufgestellten Plastiken eines schwerttragenden Armes ab. Der älteste erhaltene Wappner-Brunnen ist der sogenannte „Lindl-Brunnen“ von 1526 in Traunstein mit dem bayerischen Wappen.

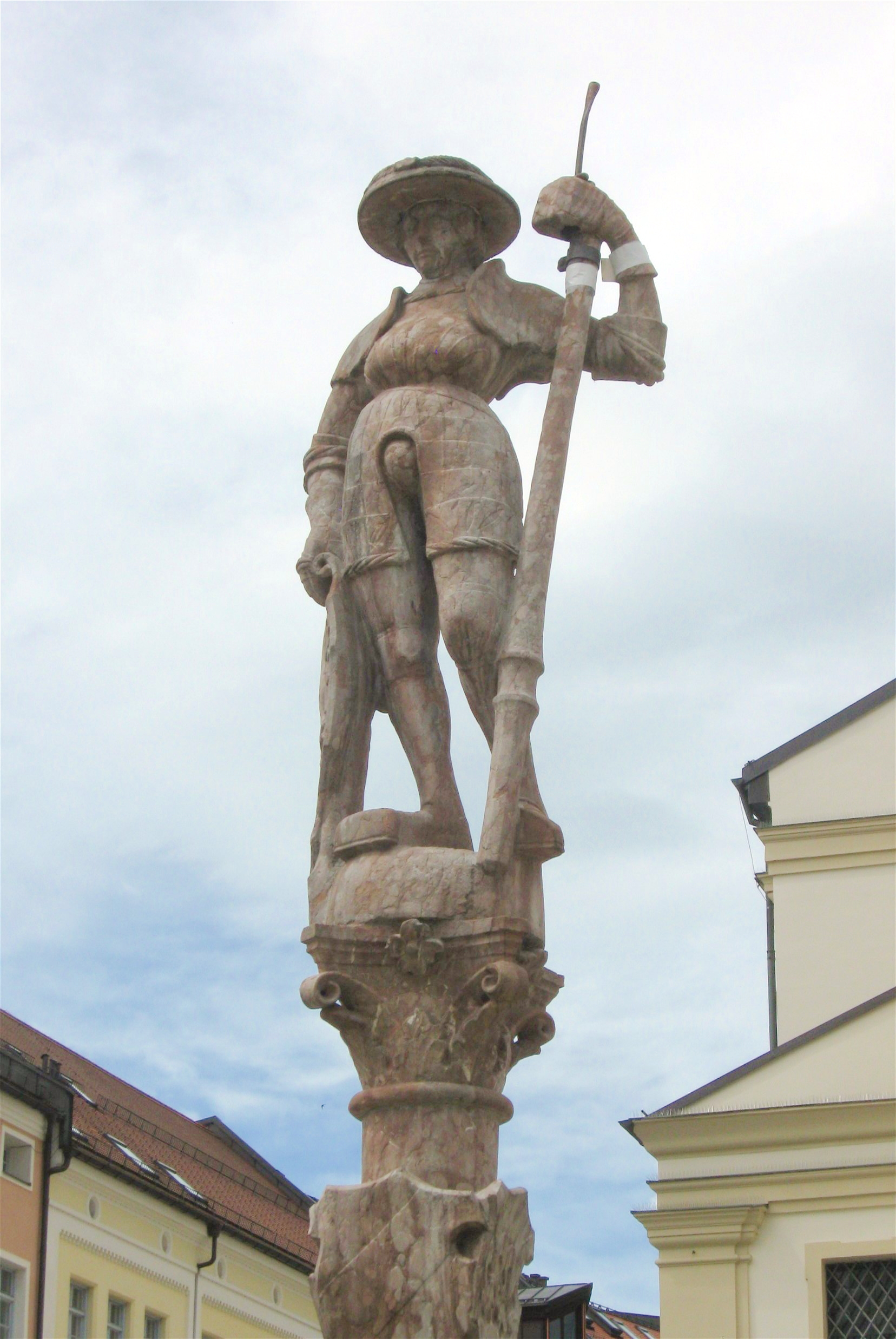
Der Wappner auf dem Lindlbrunnen in Traunstein
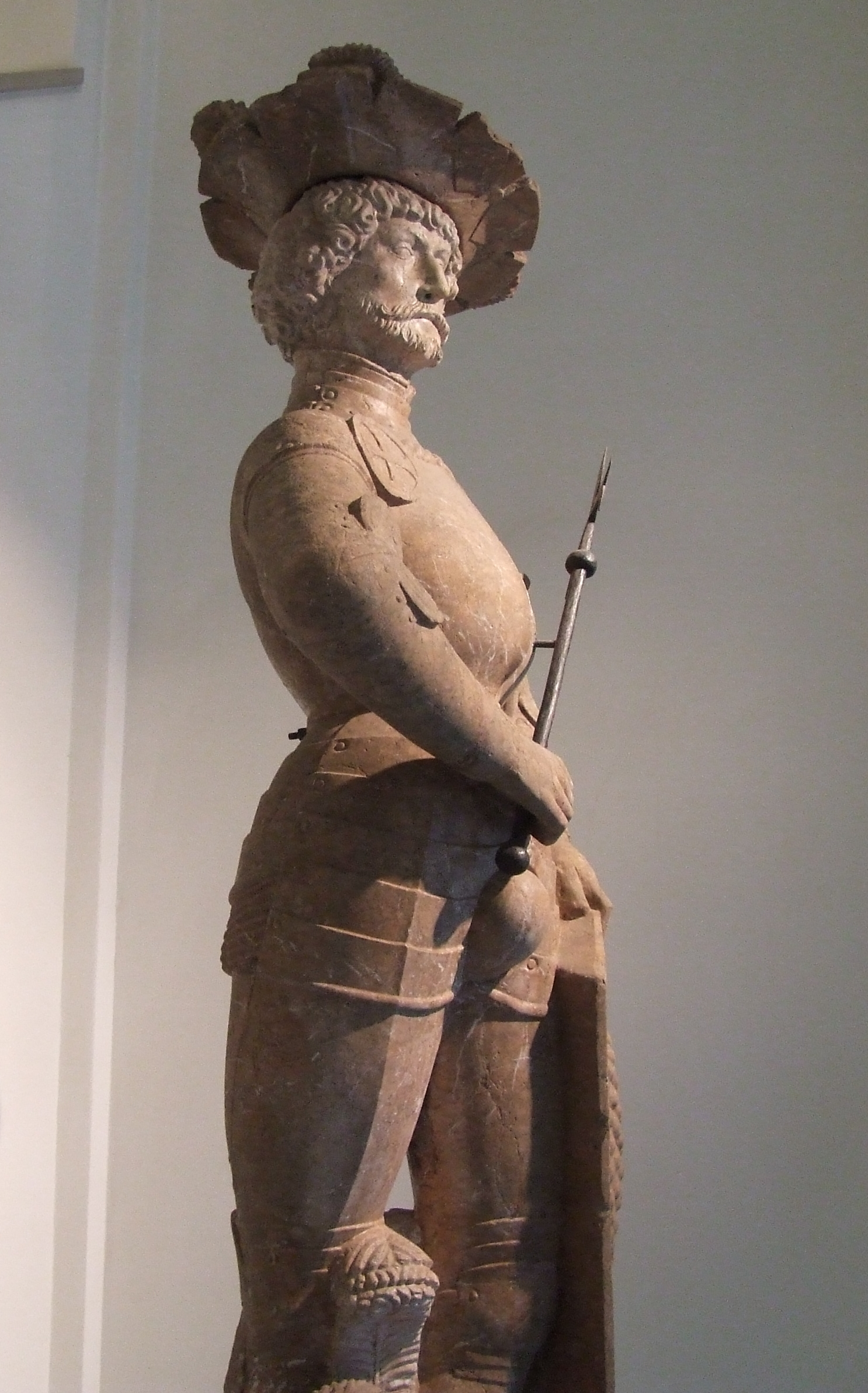
Der Augsburger Wappner im Maximilianmuseum Augsburg
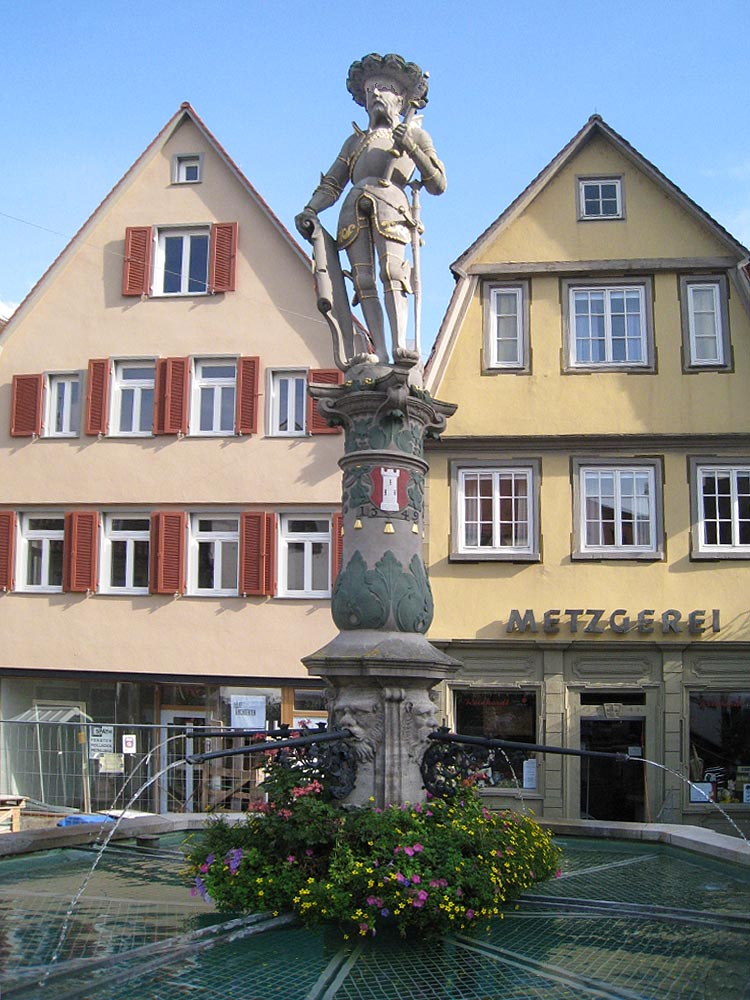
Der Wappner-Brunnen in Bietigheim-Bissingen
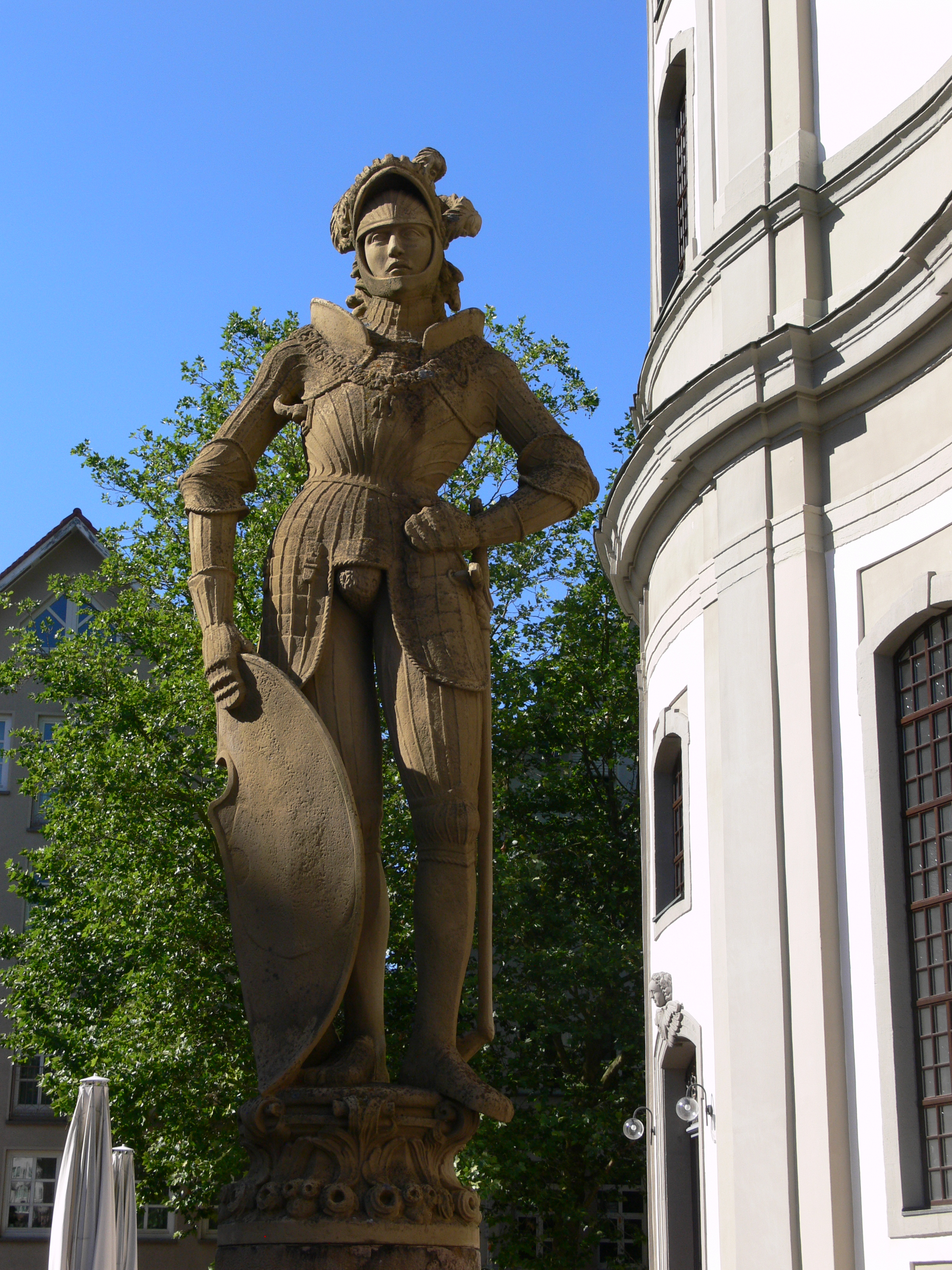
Der Wappner auf dem Brunnen am Kurplatz in Bad Wildbad
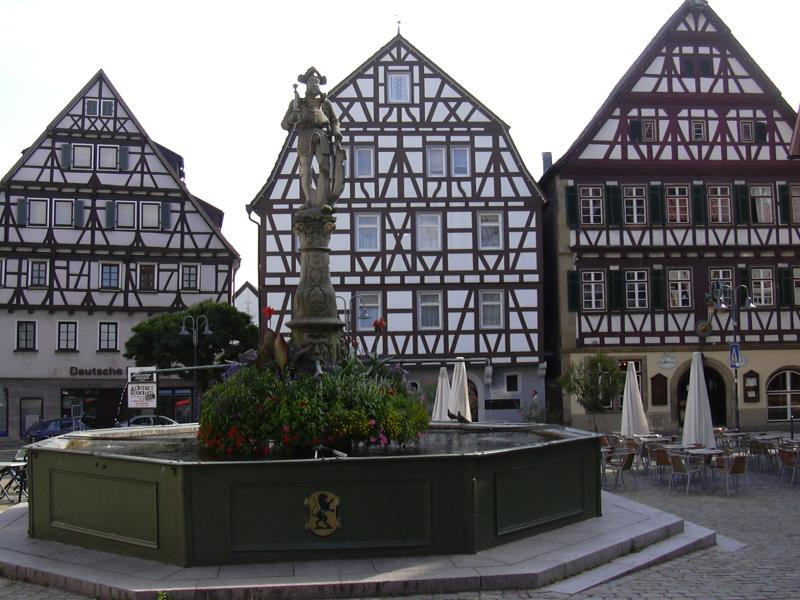
Der Marktplatzbrunnen in Leonberg mit dem Wappner als Brunnenfigur
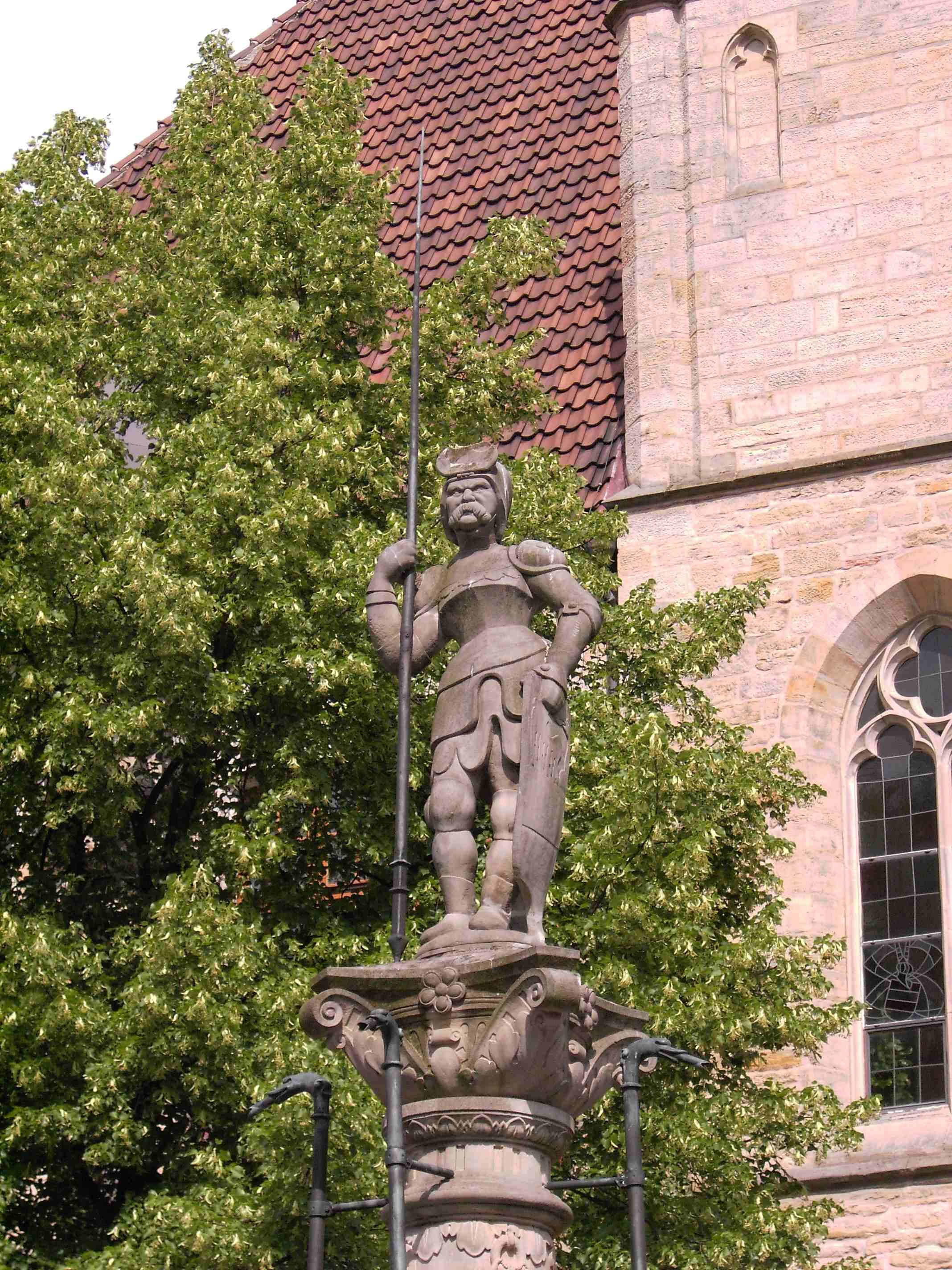
Der sog. Rolandbrunnen in Hildesheim stellt einen Wappner dar